# Sundalot przydymiony
Sundalot przydymiony (Pteromyscus pulverulentus) – gatunek ssaka z rodziny wiewiórkowatych (Sciuridae) występujący endemicznie w Tajlandii, na Sumatrze i Borneo. Jedyny przedstawiciel rodzaju sundalot (Pteromyscus). Sundalot przydymiony zamieszkuje dziuple wysokich drzew w niedostępnych, pierwotnych lasach. Wiedzie nocny tryb życia. Najprawdopodobniej istnieją tylko dwie populacje. Jedna na terenie Parku Narodowego Kinabalu, a druga w jego pobliżu. Międzynarodowa Unia Ochrony Przyrody uznaje sundalota przydymionego za gatunek zagrożony wyginięciem.